# مرکز موسیقی بتهوون
مرکز موسیقی بتهوون نام قدیمی‌ترین فروشگاه موسیقی در ایران است که از سال ۱۳۹۷ تحت عنوان خانه موزه بتهوون فعالیت می‌کند. این فروشگاه که در سال ۱۳۳۲ و با نام صفحه‌فروشی بتهوون به دست برادران چمن‌آرا در تهران افتتاح شده‌بود، یکبار در ۹ مهر ۱۳۸۶ به دلیل مشکلات مالی تعطیل شد. مرکز موسیقی بتهوون سال‌ها به‌عنوان مهم‌ترین مرکز توزیع محصولات فرهنگی مرتبط با موسیقی شناخته می‌شد.

## تاریخچه
این فروشگاه برای اولین بار در سال ۱۳۳۲ توسط برادران چمن‌آرا (کریم، عباس، احد، و محسن) در مغازهٔ کوچکی در خیابان منوچهری تهران افتتاح شد. ده سال بعد از افتتاح، این فروشگاه به مغازه‌ای بزرگ‌تر در خیابان ولی‌عصر کمی بالاتر از تقاطع خیابان انقلاب و ولی‌عصر منتقل شد. این فروشگاه در این محل به‌عنوان مرکزی فرهنگی برای همه علاقه‌مندان به انواع موسیقی تبدیل شد. برادران چمن‌آرا در سال‌های بعد شرکت تولید موسیقی آهنگ روز را نیز تأسیس کردند.
بنابر گفته‌های کریم چمن‌آرا، مشکلات فراوانی چون به آتش کشیده شدن ۱۰۰ هزار صفحه از آثار موسیقی سنتی و کلاسیک ایرانی در انباری در مهرآباد تهران در ۲۳ خرداد ۱۳۵۹ و تعطیل شدن فروشگاه در سال‌های ۱۳۶۶ و ۱۳۷۱ به دستور ادارهٔ اماکن باعث شد که کسب و کار این فروشگاه از رونق بیفتد به دلیل این رکود، در سال ۱۳۷۱ کریم چمن‌آرا با فروش مغازهٔ محل فروشگاه بتهوون، بدون بدهی و با خوشنامی مالی از عرصهٔ توزیع موسیقی کناره گرفت.
چندین سال بعد، بابک چمن‌آرا (فرزند محسن چمن‌آرا و برادرزادهٔ کریم چمن‌آرا) تصمیم گرفت که مغازهٔ قرار گرفته در جنب محل سابق فروشگاه بتهوون را به مرکزی فرهنگی با نام «مرکز موسیقی بتهوون» تبدیل نماید. وی همچنین شرکت تولید موسیقی‌ای با نام آوا خورشید را در سال ۱۳۸۳ به ثبت رساند.
در سال ۱۳۸۳ گردانندگان مرکز موسیقی بتهوون مجبور به فروش ساختمان اصلی فروشگاه در خیابان ولی‌عصر شدند، تا بتوانند بدهی‌های مربوط به سرمایه‌گذاری‌های انجام‌شده در بخش تولید آلبوم در شرکت آوا خورشید را پرداخت نمایند. پس از این تاریخ، فروشگاه به محلی اجاره‌ای در میدان مادر منتقل شد.
در ۲۳ شهریور ۱۳۸۵، نیروی انتظامی این فروشگاه را به دلیل فروش بلیط کنسرت‌های گروه‌های زیر زمینی در دو آموزشگاه در تهران، پلمپ و باعث شد که فروشگاه تا اوایل مهرماه همان سال تعطیل باشد.
در ۹ مهر ۱۳۸۶ این فروشگاه به دلیل به پایان رسیدن زمان اجاره از یک سو و گرانی اجاره‌بهای املاک تجاری، تعطیل شد.